# Крістін дос Сантос
Крістін дос Сантос (англ. Kristin dos Santos; до шлюбу Вейтч (англ. Veitch); нар. 24 лютого 1975) — американська тележурналістика, акторка та ведуча.

## Біографія

### Раннє життя та кар'єра
Народилась у Сент-Луїсі, штат Міссурі. Її сім'я переїхала до Сан-Дієго, Каліфорнія того ж року. Закінчила середню школу Poway у Поуей, штат Каліфорнія, потім продовжила навчання в університеті Лойоли Меріманд в Лос-Анджелесі, де здобула ступінь бакалавра мистецтв з комунікацій.
Після закінчення коледжу перейшла на роботу до газет Південної Каліфорнії репортеркою і редакторкою, перш ніж перейти до Е!.
Дос Сантос почала писати для Е! в Інтернеті (колонка «Дивись з Крістін») й стала найуспішнішою ведучою на E! в Інтернеті.
Основний продукт її медіадіяльності — висвітлення шоу — шоу E! Новини, що пропонують експертний аналіз, розуміння та інсайдерську інформацію. Вона з'явилася в CNN, MSNBC та на інших каналах.
Як виконавча редакторка телебачення, Крістін контролює весь телевізійний контент для Е! Новини, як цифрові, так і мовні. Вона модерувала багато панелей для галузевих заходів, включаючи PaleyFest, Comic Con, SAG та TV Academy.
Мала блог, який називався E! на вебсайті, де вона розповідала про телешоу за допомогою своїх репортерів та стажистів. Вона використовувала інтерактивний чат із шанувальниками, де розпитувала про їхні улюблені шоу, іноді залучаючи спойлери та анонси наступних передач. Стенограми чату були розміщені на вебсайті. Вона також вела щотижневу колонку по п'ятницях, котра часто була статтею про шоу, іноді містила інтерв'ю. Спочатку використовувала назву «Ванда» як номінальну роль, коли вона працювала виключно для вебсайту E! Online з міркувань конфіденційності. Перейшла на використання свого справжнього імені, як тільки почала працювати на телебачення Е!.
Дос Сантос, журналістка в E!, виступала у кількох невеликих телевізійних ролях. Вона з'явилася в телевізійних програмах Summerland, Heroes, Tru Calling та Felicity.

### Особисте життя
З 14 липня 2007 року одружена з Жуаном дос Сантос. У подружжя є два сини — Лука Александр дос Сантос (нар.05.04.2009) і Маттео Томас дос Сантос (нар.20.02.2011).

## Інтернет-ресурси
- Watch With Kristin [Архівовано 10 серпня 2011 у Wayback Machine.]